# Lea Lin Teutenberg
Pour les articles homonymes, voir Teutenberg.
Lea Lin Teutenberg, née le 2 juillet 1999 à Mettmann, est une coureuse cycliste allemande.

## Famille et débuts

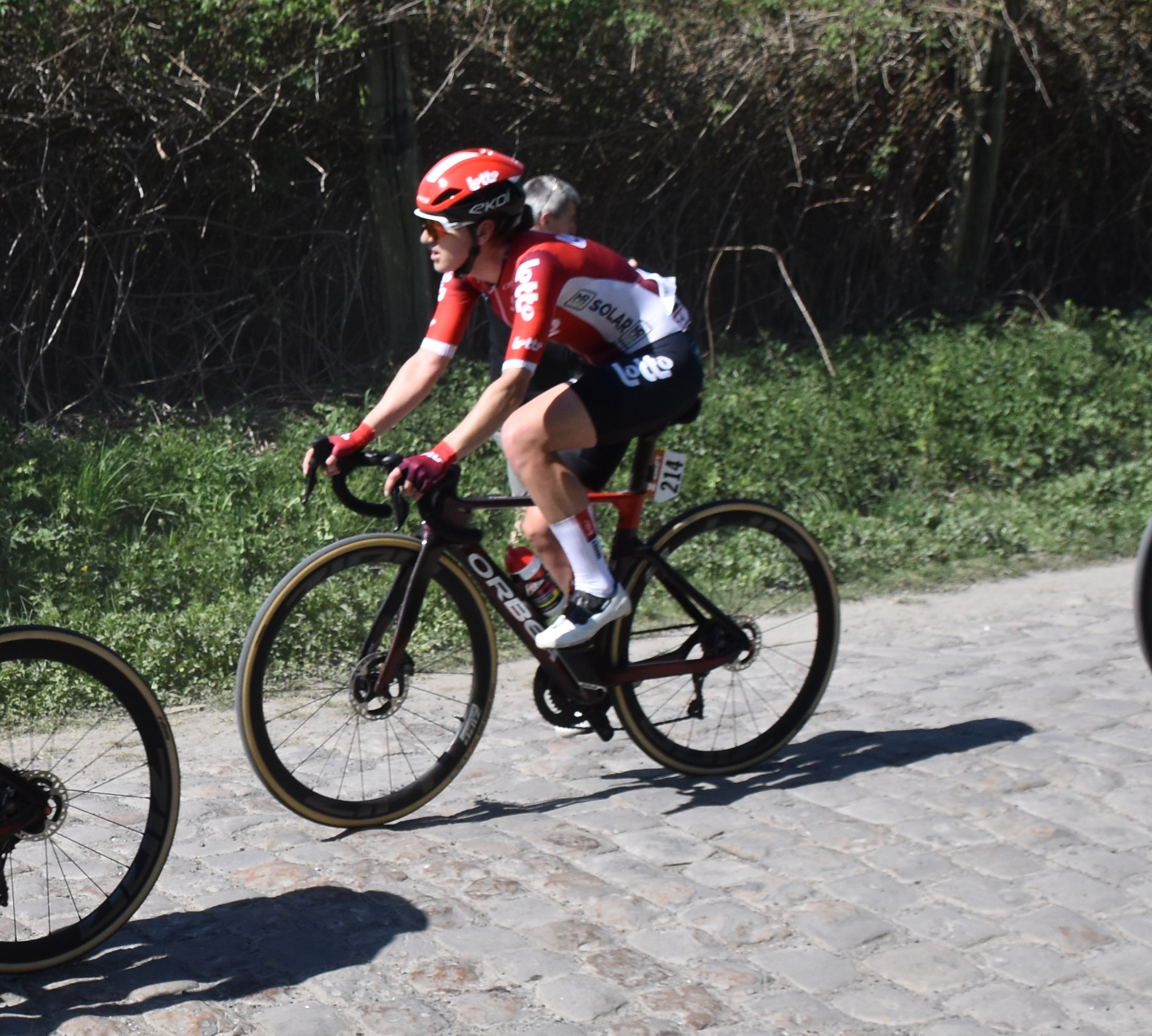
Lea Lin Teutenberg #214 lors de Paris-Roubaix 2025.

Lea Lin Teutenberg est issu d'une famille de cyclistes : son père est Lars Teutenberg, sa tante Ina-Yoko Teutenberg et son oncle Sven Teutenberg. Son frère Tim Torn Teutenberg, de trois ans son cadet, est également cycliste. Son grand-père Horst (mort en 2021) travaillait comme entraîneur.

## Palmarès sur route
- 2016
  - 3e du championnat d'Allemagne du contre-la-montre juniors
- 2017
  -  Championne d'Allemagne sur route juniors
- 2018
  - Langenweißbach juniors

### Grands tours

#### Tour d'Italie
- 2022 : 73e

#### Tour d'Espagne
1 participation :
- 2025 : 92e

### Classement mondiaux
| Année                                 | 2018 | 2019 | 2020 | 2021 | 2022 | 2023 | 2024 |
| ------------------------------------- | ---- | ---- | ---- | ---- | ---- | ---- | ---- |
| Classement UCI                        | 767e | 742e | nc   | nc   | 313e | 314e | 811e |
| UCI World Tour                        | 258e | 177e | nc   | nc   | 116e | 152e | 285e |
|                                       |      |      |      |      |      |      |      |
| Légende : nc = non classéSource : UCI |      |      |      |      |      |      |      |

## Palmarès sur piste

### Championnats du monde
| Édition / Épreuve | Américaine |
| Roubaix 2021      | 10e        |

### Coupe des nations
- 2025
  - 2e de l'américaine à Konya

### Championnats d'Europe
| Édition / Épreuve                 | Poursuite par équipes | Américaine | Omnium | Elimination |
| Aigle 2018 (espoirs)              | Bronze                | 9e         |        |             |
| Fiorenzuola d'Arda 2020 (espoirs) | Argent                | Argent     |        |             |
| Apeldoorn 2021 (espoirs)          | 4e                    |            | Bronze |             |
| Munich 2022                       |                       |            | 6e     | 7e          |
| Granges 2023                      |                       |            | 10e    | 5e          |
| Apeldoorn 2024                    |                       |            |        | Argent      |

### Championnats nationaux
- 2016
  -  Championne d'Allemagne de poursuite par équipes juniors (avec Franziska Brauße, Annika Teschke et Lena Ostler)
  - 2e de la poursuite juniors
  - 3e de la course aux points juniors
- 2017
  -  Championne d'Allemagne de course aux points juniors
  - 2e de la poursuite par équipes juniors (avec Luisa Siersleben, Theresa Peveling	et Franziska Koch)
  - 3e de la vitesse par équipes juniors (avec Paulina Maxima Klimsa et Luisa Siersleben)
- 2018
  - 3e de l'omnium
- 2019
  -  Championne d'Allemagne de l'américaine (avec Franziska Brauße)
  -  Championne d'Allemagne de poursuite par équipes (avec Charlotte Becker, Tanja Erath et Franziska Brauße)
  - 2e de l'omnium
- 2022
  -  Championne d'Allemagne de poursuite par équipes (avec Lana Eberle, Lisa Brennauer et Laura Süßemilch)
  -  Championne d'Allemagne d'omnium
  - 2e de la poursuite individuelle
- 2023
  -  Championne d'Allemagne de l'américaine (avec Franziska Brauße)
  -  Championne d'Allemagne de course aux points
  -  Championne d'Allemagne d'ominum
- 2024
  -  Championne d'Allemagne du scratch
  -  Championne d'Allemagne de l'élimination
- 2025
  -  Championne d'Allemagne de l'américaine